# Heliophanillus
Heliophanillus is een geslacht van spinnen uit de familie springspinnen (Salticidae).

## Soorten
De volgende soorten zijn bij het geslacht ingedeeld:
- Heliophanillus conspiciendus Wesolowska & van Harten, 2010
- Heliophanillus fulgens (O. P.-Cambridge, 1872)
- Heliophanillus metallifer Wesolowska & van Harten, 2010
- Heliophanillus suedicola (Simon, 1901)